# Dirceu Braz
Dirceu Braz (* 1950) ist ein brasilianischer Komponist, Schriftsteller und Trompetensolist.

## Leben
Braz stammt aus einem kinderreichen, einfachen Elternhaus. Er absolvierte eine selbstfinanzierte Ausbildung in Brasilien in den Abendstunden. Seine ersten Gedichte datieren aus dem Jahr 1958. Später studierte er Musik in Brasilien bei Dino Pedini. In den Jahren von 1973 bis 1976 studierte er in Stuttgart an der Musikhochschule bei Heribert Rosenthal und anschließend am Zürcher Konservatorium in der Meisterklasse von Henri Adelbrecht. Von 1979 bis 1990 war er Dozent für das Fach Trompete an der städtischen Musikschule in Heidelberg, Deutschland.
Braz konzertiert mit einer Bachtrompete in Sälen, Kirchen und unter freien Himmel. Er versucht dadurch, die Aufmerksamkeit der Menschen auf die sozialen Problemen in seiner Heimat zu richten. Ein Projekt ist der Bau eines Ausbildungszentrums in „Mogi das Cruzes Botujuru“ São Paulo, in dem Straßenkinder und Kinder aus armen Verhältnissen eine Ausbildung erhalten können.
Der Brasilianer hat zehn Tonträger als Solist in Deutschland herausgegeben. Zu seinen literarischen Werken gehören zwanzig Bücher, die überwiegend in seiner Muttersprache geschrieben sind. Die Liebe zu der deutschen Sprache entdeckte er beim Erforschen der literarischen Werke von Thomas Mann und Stefan Zweig.

## Diskografie
- Dirceu Braz: Die Kraft der Stille: Meditation. - DACD Sony Music. NGE 502 C.
- Dirceu Braz: Bachtrompete, Streicher und Gitarre. - RBM (RBM 463 073)
- Dirceu Braz: Bachtrompete und Gitarre. - RBM (RBM 463 050)
- Dirceu Braz: Bachtrompete und Orgel (Tea Time)". -RBM 463 065 (RBM)
- Dirceu Braz: Bachtrompete und Orgel II. - RBM (RBM 463 068)
- Dirceu Braz: Largo von Händel. - RBM 463 110 (RBM)
- Dirceu Braz: Ballada para Lilofee. - RBM 463 115 (RBM)
- Dirceu Braz: Kontraste. - RBM 463 118 (RBM)
- Dirceu Braz: Von Bach bis Villa Lobos. - RBM 463 079 (RBM)
- Dirceu Braz: Johann Sebastian Bach.